# Retiro crinitus
Retiro crinitus là một loài nhện trong họ Amaurobiidae.
Loài này thuộc chi Retiro. Retiro crinitus được Eugène Simon miêu tả năm 1893.